# 디지털 배급
디지털 배급(영어: digital distribution)은 방송이나 인터넷과 같은 온라인 전송 매개체를 통해 오디오, 비디오, 소프트웨어, 비디오 게임과 같은 미디어 콘텐츠의 전송을 기술하는 용어이다. 콘텐츠 전송(content delivery), 온라인 배급(online distribution), 전자 소프트웨어 배급(electronic software distribution, ESD) 등으로 부르기도 한다. 간단히 말해, 소프트웨어나 영상ㆍ비디오 게임 등의 제품을 컴퓨터에서 인식 가능한 파일 형태로 다운로드 받아 사용하는 개념의 유통 방법이다.
ESD는 패키지 제품과 달리 CD, 포장비, 배송비를 없애 소비자는 저렴한 가격으로 구매할 수 있고, 구매에 따른 라이선스는 판매자가 데이터베이스 또는 다른 방법으로 관리하기 때문에 라이선스를 분실할 우려가 적은 장점이 있다. 또한 프로그램을 언제든지 다운로드 받아 설치할 수 있기 때문에 별도의 CD를 관리하는 것보다 편리하다.

## 같이 보기
- 콘텐츠 전송 네트워크
- 비디오 게임의 디지털 배급